# Eccellenza Sardegna 2016-2017
Il campionato italiano di calcio di Eccellenza regionale 2016-2017 è stata la 26ª edizione del campionato di Eccellenza, quinta serie del campionato di calcio italiano e prima serie regionale. I 16 partecipanti dell'Eccellenza Sardegna 2016-2017 hanno preso parte alla Coppa Italia Dilettanti Sardegna 2016-2017.

## Squadre partecipanti[1]
| Club                        | Città                    | Stadio                                | Posizione 2015-2016                      |
| --------------------------- | ------------------------ | ------------------------------------- | ---------------------------------------- |
| A.S.D. La Palma Monteurpinu | Cagliari                 | Campo C.R.A.S.                        | 11º posto in Eccellenza Sardegna         |
| Atletico Uri                | Uri (SS)                 | Campo comunale Peppino Sau - Usini    | 3º posto in Eccellenza Sardegna          |
| C.S. Bosa                   | Bosa (OR)                | Campo comunale Italia                 | 2º posto in Promozione Sardegna girone A |
| F.B.C. Calangianus 1905     | Calangianus (SS)         | Stadio Signora Chiara                 | 8º posto in Eccellenza Sardegna          |
| Ilvamaddalena A.S.D.        | La Maddalena (SS)        | Campo comunale Pietro Secci           | 1º posto in Promozione Sardegna girone A |
| Monastir Kosmoto            | Monastir (Sud Sardegna)  | Campo Comunale                        | 12º posto in Eccellenza Sardegna         |
| Pol. Budoni                 | Budoni (SS)              | Campo Comunale                        | 14º posto nel girone G di Serie D        |
| Pol. Ferrini Cagliari       | Cagliari                 | Campo Ferrini Pietro Polese           | 9º posto in Eccellenza Sardegna          |
| Pol. Orrolese               | Orroli (Sud Sardegna)    | Campo comunale Mario Leoni            | 1º posto in Promozione Sardegna girone A |
| Pol. Taloro Gavoi           | Gavoi (NU)               | Campo Maristiai                       | 7º posto in Eccellenza Sardegna          |
| Pol. Valledoria 1951        | Valledoria (SS)          | Campo Comunale                        | 5º posto in Eccellenza Sardegna          |
| Socio Culturale Castiadas   | Castiadas (Sud Sardegna) | Campo Comunale Castiadas L'Annunziata | 16º posto nel girone G di Serie D        |
| Tergu Plubium               | Tergu (SS)               | Campo comunale Santa Maria            | 4º posto in Eccellenza Sardegna          |
| Tonara                      | Tonara (NU)              | Campo Su Nuratze                      | 13º posto in Eccellenza Sardegna         |
| Tortolì Calcio 1953         | Tortolì (NU)             | Stadio Fra Locci                      | 10º posto in Eccellenza Sardegna         |
| U.S. Ghilarza Calcio        | Ghilarza (OR)            | Campo Walter Frau                     | 6º posto in Eccellenza Sardegna          |

## Classifica finale
|  | Pos. | Squadra          | Pt | G  | V  | N | P  | GF | GS | DR  |
|  | ---- | ---------------- | -- | -- | -- | - | -- | -- | -- | --- |
|  | 1.   | Tortolì          | 75 | 30 | 23 | 6 | 1  | 81 | 33 | +48 |
|  | 2.   | Budoni           | 60 | 30 | 18 | 6 | 6  | 68 | 31 | +37 |
|  | 3.   | Calangianus      | 55 | 30 | 17 | 4 | 9  | 55 | 39 | +16 |
|  | 4.   | Castiadas        | 52 | 30 | 15 | 7 | 8  | 56 | 44 | +12 |
|  | 5.   | Tergu Plubium    | 44 | 30 | 13 | 5 | 12 | 48 | 53 | -5  |
|  | 6.   | Atletico Uri     | 43 | 30 | 12 | 7 | 11 | 59 | 54 | +5  |
|  | 7.   | Tonara           | 40 | 30 | 11 | 7 | 12 | 47 | 42 | +5  |
|  | 8.   | Ghilarza         | 39 | 30 | 11 | 6 | 13 | 61 | 58 | +3  |
|  | 9.   | Valledoria       | 38 | 30 | 10 | 8 | 12 | 37 | 42 | -5  |
|  | 10.  | Monastir Kosmoto | 38 | 30 | 11 | 5 | 14 | 55 | 54 | 1   |
|  | 11.  | Ferrini Cagliari | 38 | 30 | 10 | 8 | 12 | 49 | 59 | -10 |
|  | 12.  | Taloro Gavoi     | 37 | 30 | 10 | 7 | 13 | 38 | 45 | -7  |
|  | 13.  | Orrolese         | 36 | 30 | 10 | 6 | 14 | 30 | 44 | -14 |
|  | 14.  | La Palma         | 30 | 30 | 7  | 9 | 14 | 36 | 57 | -21 |
|  | 15.  | Ilvamaddalena    | 27 | 30 | 8  | 3 | 19 | 33 | 62 | -29 |
|  | 16.  | Bosa             | 19 | 30 | 5  | 4 | 21 | 28 | 64 | -36 |

Legenda:

      Promossa in Serie D 2017-2018.
 Partecipa ai play-off o ai play-out.
      Retrocessa direttamente in Promozione 2017-2018.
      Retrocessa in Promozione 2017-2018 dopo i play-out.
Note:

Tre punti a vittoria, uno a pareggio, zero a sconfitta.

## Spareggi

### Play-off
Si è disputata una sola semifinale tra Calangianus e Castiadas. Il Budoni è passato direttamente in finale per eccessivo divario di punteggio con la quinta classificata.

#### Semifinale
In caso di pareggio nei 120', avrebbe passato lo scontro la squadra meglio piazzata nella stagione regolare.
| Arbitro: | E. Cappai (Cagliari) |

|                       |           |             |
| Muroni 69’ Cocco 116’ | Marcatori | Carboni 80’ |

#### Finale
| Arbitro: | F. Gai (Carbonia) |

|          |           |  |
| Saiu 84’ | Marcatori |  |

### Playout
In caso di pareggio nei 120', avrebbe passato lo scontro la squadra meglio piazzata nella stagione regolare.
| Arbitro: | G. Scodino (Sassari) |

|                      |           |          |
| Marcialis 77’ (rig.) | Marcatori | Porcu 3’ |

## Verdetti finali
- Tortolì (1ª classificata) e  Budoni (2ª classificata e vincitrice dei playoff regionali e nazionali) promosse in Serie D 2017-2018.
- Ilvamaddalena (15ª classificata) e  Bosa (16ª classificata) retrocesse in Promozione 2017-2018.  La Palma (14ª classificata) retrocessa dopo i play-out.